# Cleveland Browns 2010
La stagione 2010 dei Cleveland Browns è stata la 57ª della franchigia nella National Football League. La squadra terminò con un record di 5-11, mancando l'accesso ai playoff per l'ottavo anno consecutivo.

## Roster
| Roster dei Cleveland Browns nel 2010 |
| --- |
| Quarterback - 17 Jake Delhomme - 12 Colt McCoy - 6 Seneca Wallace Running Back - 22 Mike Bell - 40 Peyton Hillis - 47 Lawrence Vickers FB Wide Receiver - 16 Josh Cribbs RS - 11 Mohamed Massaquoi - 18 Carlton Mitchell - 10 Jordan Norwood - 80 Brian Robiskie - 83 Chansi Stuckey - 88 Demetrius Williams Tight End - 84 Robert Royal - 81 Alex Smith - 82 Benjamin Watson Offensive Linemen - 66 Shawn Lauvao G - 55 Alex Mack C - 78 John St. Clair T - 65 Eric Steinbach G - 73 Joe Thomas T - 60 Steve Vallos C - 77 Floyd Womack G/T Defensive Linemen - 90 Kenyon Coleman DE - 94 Travis Ivey NT - 97 Jayme Mitchell DE - 74 Ko Quaye NT - 67 Derreck Robinson DE - 92 Shaun Rogers NT - 71 Ahtyba Rubin NT - 70 Brian Sanford DE - 91 Brian Schaefering DE Linebacker - 57 Eric Alexander ILB - 50 Eric Barton ILB - 58 Marcus Benard OLB/DE - 96 David Bowens OLB/DE - 59 Titus Brown ILB - 51 Chris Gocong ILB - 95 Steve Octavien OLB/DE - 53 Matt Roth OLB/DE - 93 Jason Trusnik ILB Defensive Back - 20 Mike Adams CB - 24 Sheldon Brown CB - 26 Abram Elam SS - 36 Coye Francies CB - 23 Joe Haden CB - 28 Sabby Piscitelli FS - 27 Nick Sorensen FS - 41 Ray Ventrone SS - 43 T.J. Ward FS Special Team - 4 Phil Dawson K - 2 Reggie Hodges P - 64 Ryan Pontbriand LS Lista delle riserve - 62 Titus Adams DE/NT (IR) - 54 Blake Costanzo ILB (IR) - 88 Greg Estandia TE (IR) - 99 Scott Fujita OLB (IR) - 86 Johnathan Haggerty WR (IR) - 31 Montario Hardesty RB (IR) - 52 D'Qwell Jackson ILB (IR) - 56 Kaluka Maiava ILB (IR) - 89 Evan Moore TE (IR) - 79 Tony Pashos OT (IR) - 98 Robaire Smith DE (IR) - 21 Eric Wright CB (IR) - 68 Billy Yates G (IR) Squadra di allenamento - -- Eric Bakhtiari OLB - 63 Branndon Braxton G - 44 Tyler Clutts FB - 85 Tyson DeVree TE - 75 Pat Murray G - 39 Quinn Porter RB - 25 DeAngelo Smith CB - 72 Phil Trautwein OT |
| Legenda - I rookie sono in corsivo. - Il primo ruolo è il principale mentre gli eventuali successivi indicano i ruoli secondari. - (IR) sta per Injured Reserve ed indica la lista ristretta per un solo giocatore infortunato che può tornare ad allenarsi dopo la settimana 6 e a rientrare in prima squadra dopo che questa ha giocato 8 partite. - (NF-Inj.) / (NF-Ill.) stanno rispettivamente per Non-Football Injured e Non-Football Illness ed indicano le liste dove viene inserito un giocatore che ha un infortunio o una malattia non dipendente dal football americano. - (PUP) sta per Physically Unable to Perform ed indica la lista dove viene inserito un giocatore mentre è in attesa di recuperare la condizione fisica. Nella stagione regolare dopo la sesta partita giocata dalla propria squadra, il giocatore ha tempo tre settimane per riprendere ad allenarsi, più tre settimane aggiuntive dal suo rientro agli allenamenti per rientrare in prima squadra. |

## Calendario
| Stagione regolare |                    |                         |                    |                    |                          |                    |
| Turno             | Data               | Avversario              | Risultato          | Record             | Stadio                   | Sintesi            |
| 1                 | 12 settembre       | at Tampa Bay Buccaneers | S 14–17            | 0–1                | Raymond James Stadium    | Recap              |
| 2                 | 19 settembre       | Kansas City Chiefs      | S 14–16            | 0–2                | Cleveland Browns Stadium | Recap              |
| 3                 | 26 settembre       | at Baltimore Ravens     | S 17–24            | 0–3                | M&T Bank Stadium         | Recap              |
| 4                 | 3 ottobre          | Cincinnati Bengals      | V 23–20            | 1–3                | Cleveland Browns Stadium | Recap              |
| 5                 | 10 ottobre         | Atlanta Falcons         | S 10–20            | 1–4                | Cleveland Browns Stadium | Recap              |
| 6                 | 17 ottobre         | at Pittsburgh Steelers  | S 10–28            | 1–5                | Heinz Field              | Recap              |
| 7                 | 24 ottobre         | at New Orleans Saints   | V 30–17            | 2–5                | Louisiana Superdome      | Recap              |
| 8                 | Settimana di pausa | Settimana di pausa      | Settimana di pausa | Settimana di pausa | Settimana di pausa       | Settimana di pausa |
| 9                 | 7 novembre         | New England Patriots    | V 34–14            | 3–5                | Cleveland Browns Stadium | Recap              |
| 10                | 14 novembre        | New York Jets           | S 20–26 (dts)      | 3–6                | Cleveland Browns Stadium | Recap              |
| 11                | 21 novembre        | at Jacksonville Jaguars | S20–24             | 3–7                | EverBank Field           | Recap              |
| 12                | 28 novembre        | Carolina Panthers       | V 24–23            | 4–7                | Cleveland Browns Stadium | Recap              |
| 13                | 5 dicembre         | at Miami Dolphins       | V 13–10            | 5–7                | Sun Life Stadium         | Recap              |
| 14                | 12 dicembre        | at Buffalo Bills        | S 6–13             | 5–8                | Ralph Wilson Stadium     | Recap              |
| 15                | 19 dicembre        | at Cincinnati Bengals   | S 17–19            | 5–9                | Paul Brown Stadium       | Recap              |
| 16                | 26 dicembre        | Baltimore Ravens        | S 10–20            | 5–10               | Cleveland Browns Stadium | Recap              |
| 17                | 2 gennaio          | Pittsburgh Steelers     | S 9–41             | 5–11               | Cleveland Browns Stadium | Recap              |

Note: gli avversari della propria division sono in grassetto.

## Classifiche
| AFC North               |    |    |   |      |     |      |     |     |     |
|                         | V  | S  | P | %    | DIV | CONF | PF  | PS  | STR |
| (2) Pittsburgh Steelers | 12 | 4  | 0 | .750 | 5–1 | 9–3  | 375 | 232 | V2  |
| (5) Baltimore Ravens    | 12 | 4  | 0 | .750 | 4–2 | 9–3  | 357 | 270 | V4  |
| Cleveland Browns        | 5  | 11 | 0 | .313 | 1–5 | 3–9  | 271 | 332 | S3  |
| Cincinnati Bengals      | 4  | 12 | 0 | .250 | 2–4 | 3–9  | 322 | 395 | S1  |